# Bahn TV
Bahn TV war das Unternehmensfernsehen der Deutschen Bahn und als solches ein Spartenprogramm zu Eisenbahnthemen. Der Fernsehsender war von Anfang 2001 bis Mitte 2008 in Betrieb und als „Eigenwerbekanal mit Informationen über Leistungen und Produkte der Deutschen Bahn“ lizenziert. Anschließend existierte der Kanal als Internetsender weiter. Von Februar 2010 bis zu dessen Einstellung zum 31. Dezember 2010 wurde das Angebot als DB Bewegtbild bezeichnet. Einige der Inhalte wurden in das Internetangebot des Deutsche-Bahn-Konzerns übernommen oder als DVD der Kundenzeitschrift mobil beigelegt.

## Geschichte
Bahn TV ging im Januar 2001 als Mitarbeiterfernsehen für die Beschäftigten des DB-Konzerns auf Sendung. Da wegen der Verschlüsselung ein spezieller Receiver benötigt wurde, war das Programm anfangs nur in einigen Büros, Pausenräumen und Kantinen der Deutschen Bahn AG empfangbar. Um die Sendeinhalte den Mitarbeitern der Deutschen Bahn AG auch zu Hause zur Verfügung zu stellen, wechselte Bahn TV Anfang 2003 auf die gebräuchliche Satellitenposition 19,2° Ost. Seit Mai 2005 wurde der Sender zum Spartenkanal ausgebaut und seit September 2006 als „Kundenfernsehen des DB-Konzerns“ und als Spartensender für Mobilität, Logistik und Reise beworben. Der Sender war auch in die digitalen Programmbouquets der Kabelnetze von Primacom, Net Cologne, Kabel BW, Tele Columbus AG, Unitymedia, wilhelm.tel und weitere digitale Stadtnetze eingespeist worden.
Bahn TV wurde von der Fernsehproduktionsfirma Atkon AG in Berlin produziert. Die Redaktion befand sich am Leipziger Platz, das Studio am Potsdamer Platz. Zu den Moderatoren zählten Bettina Melzer, Jan Möller, Christine Mühlenhof, Roger Puls, Fabian Dittmann, Monika Jones, Anja Heyde und Manuela Tischler.
Die Ausstrahlung von Bahn TV über Satellit wurde zum 1. Juli 2008 eingestellt, ebenso über Kabel. Der Empfang des Spartensenders war seitdem ausschließlich per Internet möglich. Zur Auswahl standen dabei fünf verschiedene Webcasts: Aktuell, Mobilität und Logistik, Fernweh, Nostalgie und In Fahrt. Zum Jahresende 2010 wurde das Angebot auch im Internet eingestellt.

## Sendungen
- Die Bahn TV-Nachrichten informierten über Ereignisse aus dem DB-Konzern sowie der Mobilitäts- und Logistikmärkte in Deutschland, Europa und der Welt.

- Gesprächspartner und Mitarbeiter aus dem DB-Konzern sowie aus Wirtschaft, Wissenschaft und Kultur diskutierten bei Talk täglich aktuelle Fragen.

- Bahn TV Reise: Das Reisemagazin präsentierte (Bahn)reisen in Deutschland, Europa und weltweit und berichtete über Sehenswürdigkeiten der jeweiligen Region.

- fit4life – Das Gesundheits- und Fitnessmagazin der Bahn-BKK: Im Mittelpunkt standen Themen rund um Gesundheit, Fitness, Ernährung und Wellness. Daneben wurden neue Angebote und Services vorgestellt.

- Bahn TV in Fahrt zeigte Führerstandsmitfahrten. Die Strecken führen meist durch Deutschland. Zusätzliche Daten wie Bahnhofsnamen, geografische Eckpunkte an der Strecke, Tunnel und Ähnliches sorgten als Lauftext für Hintergrundinformationen. Die Sendung lief immer um Mitternacht und wurde zum Download angeboten.

- Reportage: Dieses Dokumentationsformat erzählte Geschichten aus der Welt des DB-Konzerns.

- DB mobil TV war das wöchentliche Magazin von Bahn TV und zugleich die TV-Ausgabe der DB-Kundenzeitschrift mobil.

- Das Lexikon der Mobilität erklärte ebenfalls Themen aus der Welt der DB.

- Bahnen der Welt: Hier wurden Bahnen im In- und Ausland präsentiert. Bestandteile waren Zug und Ausstattung, Strecken, Mitarbeiter und Reisende, Sehenswürdigkeiten und Landschaften sowie die Geschichte. Immer am letzten Samstag im Monat befasste sich die Sendung schwerpunktmäßig mit Österreich bzw. den Österreichischen Bundesbahnen.

- Zeitgeschichte: Dieses Format ließ Vergangenes wieder aufleben und beschäftigt sich ausschließlich mit nostalgischen Bahnthemen.

- Spielzug war das Hertha-Magazin der DB AG, die seit 2006 Hauptsponsor von Hertha BSC ist. Das Magazin bot Einblicke in das Geschehen rund um den Verein, porträtierte die Protagonisten und lieferte Hintergrundgeschichten.